# See No Evil
See no Evil é um filme de terror slasher, protagonizado pelo wrestler Kane. Foi dirigido por Gregory Dark e escrito por Dan Madigan. Foi o primeiro grande filme produzido pela WWE Studios, sendo lançado pela Lions Gate Entertainment em 19 de maio de 2006.
O filme teve diversos nomes durante sua pós-produção. Começou sendo chamado de "Eye Scream Man", depois passou a ser "The Goodnight Man" e, depois, "Goodnight". Por fim, foi mudado e mantido como "See No Evil".

## Elenco
| Ator/Atriz            | Papel                 |
| --------------------- | --------------------- |
| Kane                  | Jacob Goodnight       |
| Christina Vidal       | Christine Zarate      |
| Samantha Noble        | Kira Vanning          |
| Luke Pegler           | Michael Montross      |
| Rachael Taylor        | Zoe Warner            |
| Michael J. Pagan      | Tye Simms Possession  |
| Penny McNamee         | Melissa Beudroux      |
| Craig Horner          | Richie Bernson        |
| Mikhael Wilder        | Russell Wolf          |
| Steven Vidler         | Frank Williams        |
| Cecily Polson         | Margaret Gayne        |
| Tiffany Lamb          | Hannah Anders         |
| Sam Cotton            | Jacob Goodnight jovem |
| Corey Parker Robinson | Policial Blaine       |
| Annalise Woods        | Garota                |
| Zoe Ventoura          | Mulher sem olho       |
| Tim McDonald          | Policial #1           |
| Trent Huen            | Policial #2           |
| Matthew Okine         | Policial #3           |
| Jason Chong           | Repórter              |
| Greg Skipper          | Motorista do ônibus   |
| Cameron Ruatta        | Zelador #1            |
| Philip Wan            | Zelador #2            |

## Recepção
No dia de seu lançamento, o filme arrecadou cerca de U$4,581,233 em apenas 1.257 cinemas. No total, vendeu U$15,003,884 nos Estados Unidos. O longa recebeu críticas extremamente negativas, especialmente no site Rotten Tomatoes, conceituado na área. Na classificação geral, ficou com 8% de um total de 100% a partir de 59 críticas. Segundo o site, "See No Evil é cheio de clichês de muitos outros filmes slashers adolescentes, tornando-o um filme previsível, sem sustos e uma perda de tempo".

### DVD
O DVD do longa foi lançado em 28 de novembro de 2006. Incluía extras com comentários do escritor Dan Madigan, diretor Gregory Dark, co-produtor executivo Jed Blaugrund e do antagonista Kane. Vendeu cerca U$45.16 milhões em apenas 7 semanas.